# فرقيطة

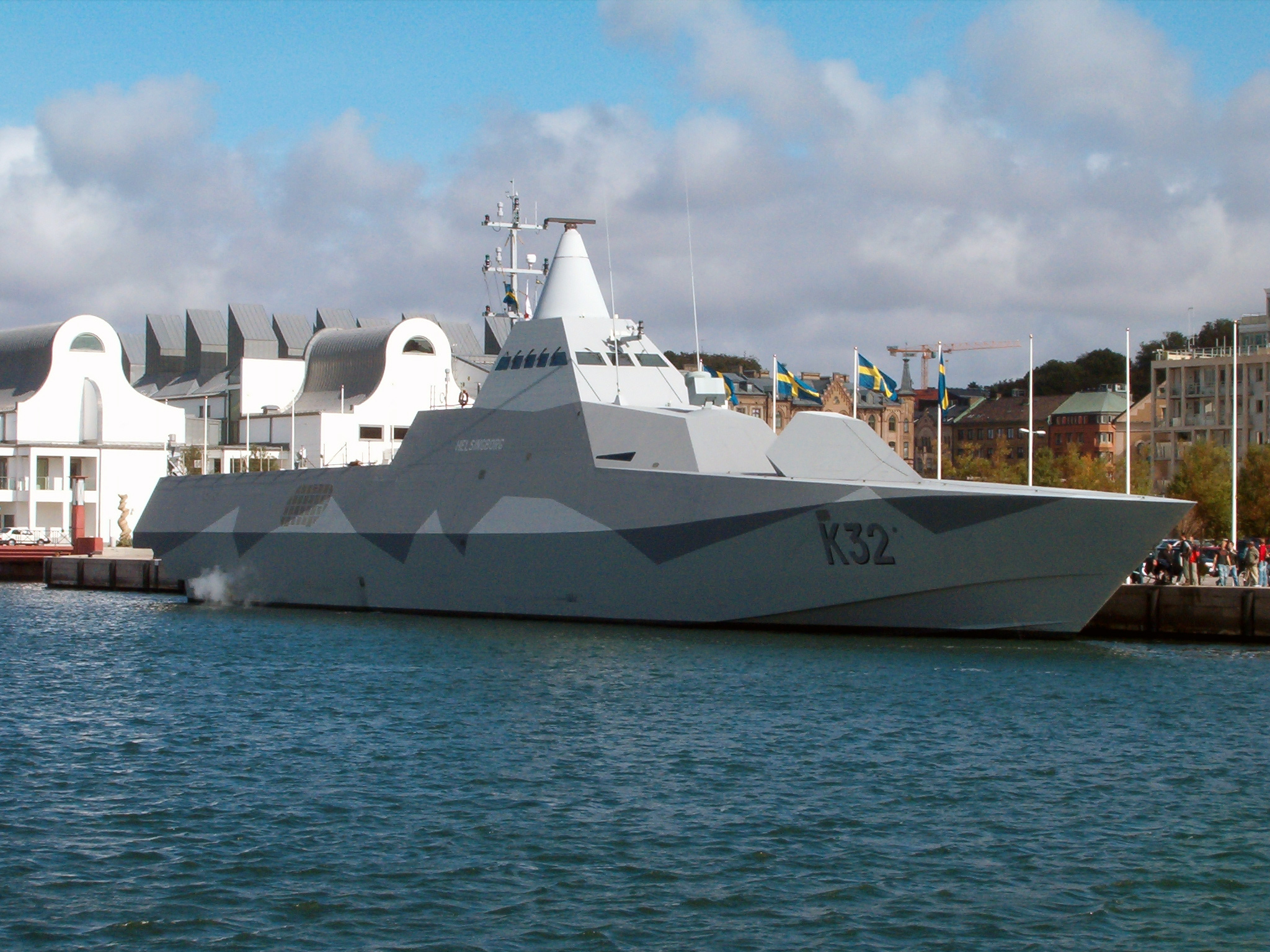
فرقيطة سويدية.

الفرقيطة أو الحرَّاقة أو (نقحرة: كورفت) (بالإنجليزية: Corvette)‏، سفينة حربية تمتاز بالسرعة والمناورة وتكون أصغر من الفرقاطة وأكبر حجمًا من الزوارق الدورية الساحلية.

## الفرقيطات الحديثة
بدأت في الظهور خلال الحرب العالمية الثانية وكانت مراكب اقتصادية الكلفة وسهلة التركيب مقارنة بالسفن الحربية الأخرى، كانت مهمتها الأساسية في تلك الفترة مرافقة القوافل ومحاربة الغواصات.
في نهايات القرن 20 وبدايات القرن 21 بدأت القوات البحرية الحديثة في الاتجاه إلى استعمال هذا النوع من المراكب لأنه يتمتع بحجم أصغر وبأكثر سرعة ومناورة من الفرقاطات ولهذا يتم تخصيصها لمهمات دفاعية محددة مثل حماية المراكب المدنية والمناطق الصناعية أو العسكرية ويمكن للبلدان التي لا تتمتّع بمجال بحري كبير أن تستعملها للأغراض الدفاعية دون الحاجلة لاقتناء فرقاطات ضخمة.
تجهز الحراقات الحديثة بمنصات لإطلاق الصواريخ المضادة للسفن سطح-سطح وصواريخ للدفاع الجوي ضد الطائرات وطوربيدات للحرب ضد الغواصات بالإضافة إلى مدفعية متوسطة المدى وهذا كله يعتمد على فئة الحراقة ونوعها وتجهيزاتها. يتراوح طولها في الغالب ما بين 55 إلى 100 متر وبحمولة تتفاوت من 540 إلى 2,750 طن، كما تزود الحراقات الحديثة الصنع بمهبط للطائرات المروحية المتخصصة بمحاربة الغواصات.

## انظر أيضا

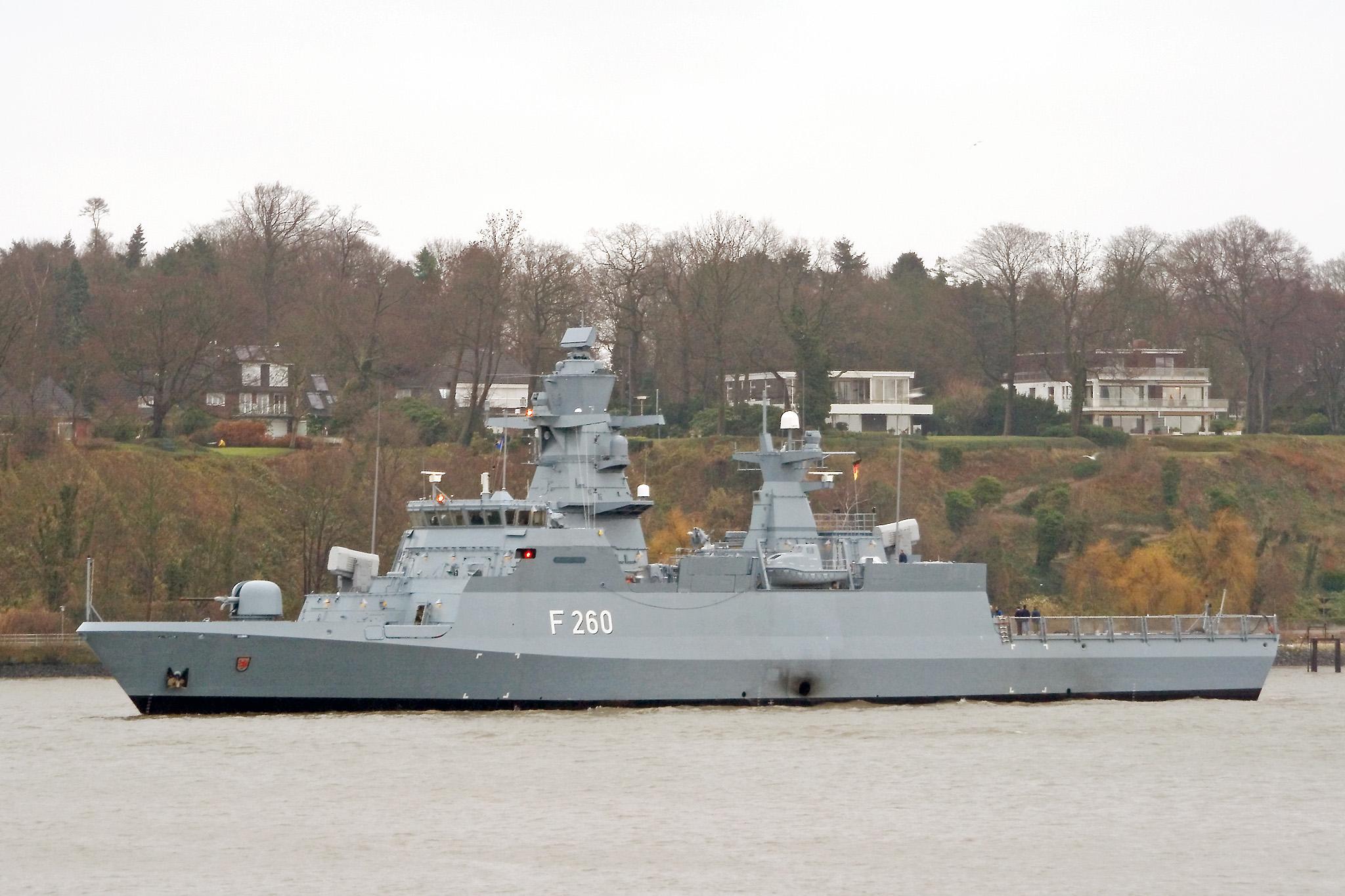
فرقيطة ألمانية F260
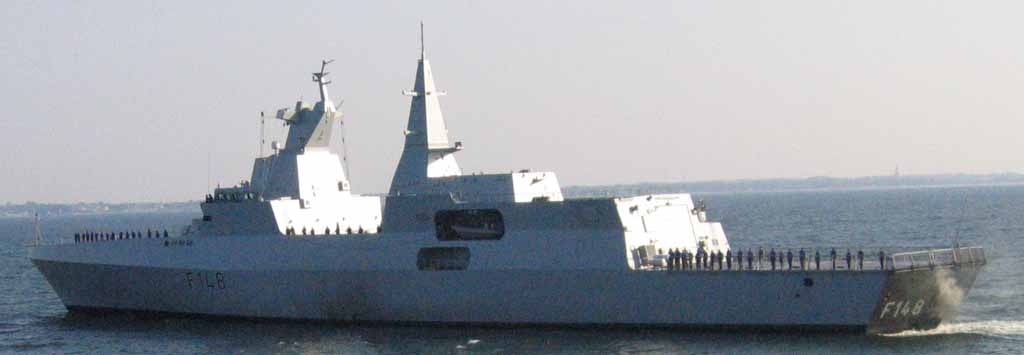
فرقيطة جنوب أفريقية ساس ماندي
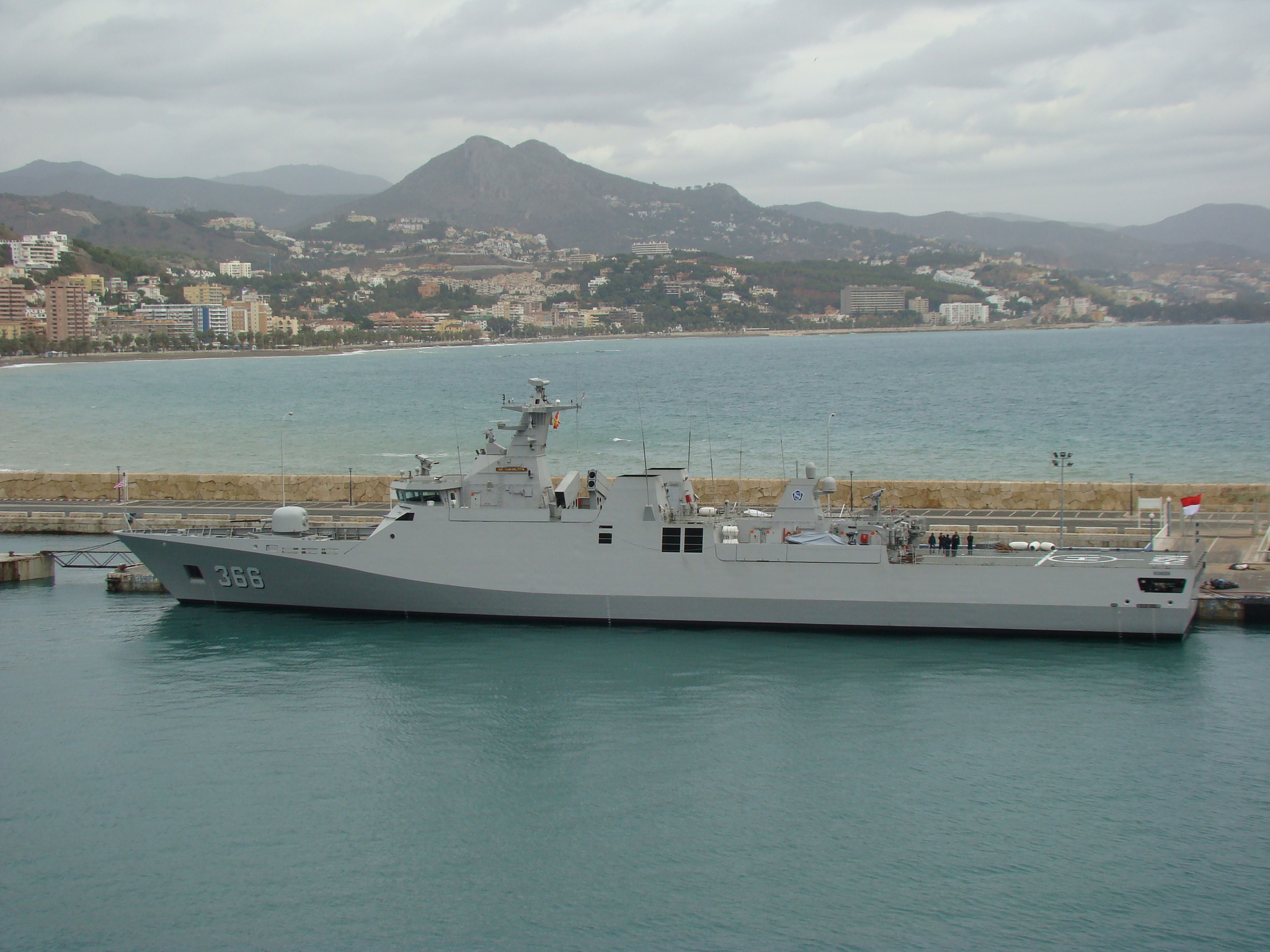
فرقيطة أندونيسية حسن الدين